# Budkov
Budkov (deutsch Budkau) ist eine Gemeinde im Okres Třebíč im südostmährischen Kraj Vysočina. Der Ort liegt rund 5 km von Jemnice (Jamnitz) und Moravské Budějovice (Mährisch Budwitz) entfernt.

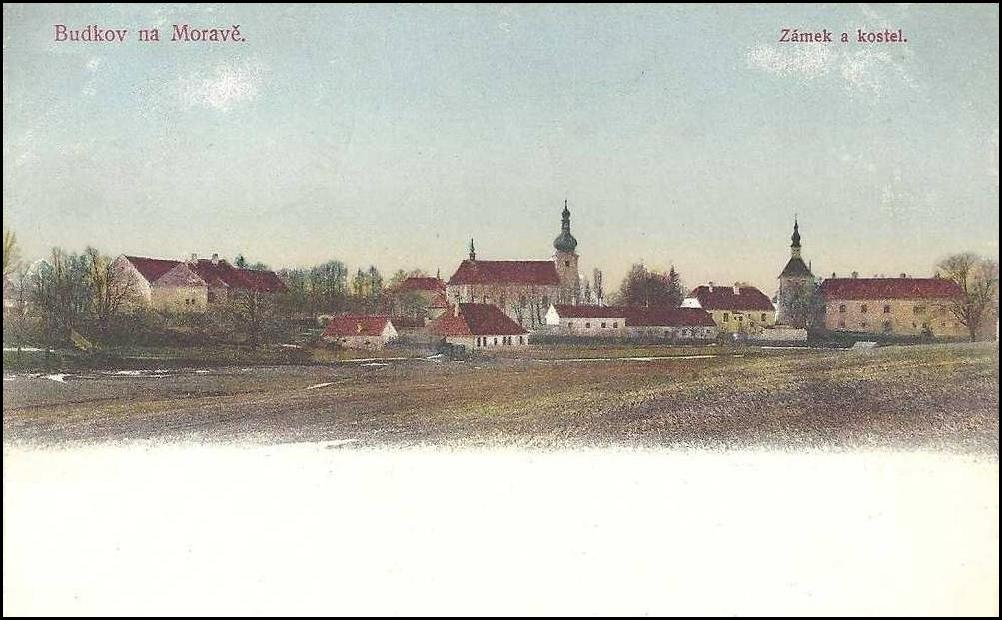
Budkov/Budkau im Jahr 1914

## Geschichte
Erstmals erwähnt wurde der Ort 1353. 2011 lebten im Ort 378 Personen.

## Persönlichkeiten
- Anton Becker (1868–1955), Autor
- Pavel Posád (* 1953), Bischoff

## Belege
1. ↑  Český statistický úřad – Die Einwohnerzahlen der tschechischen Gemeinden vom 1. Januar 2023 (PDF; 602 kB)
2. ↑  STATISTICKÝ LEXIKON OBCÍ ČESKÉ REPUBLIKY 2013 Podle správního rozdělení k 1. 1. 2013 a výsledků sčítání lidu, domů a bytů k 26. březnu 2011 Zpracoval Český statistický úřad ve spolupráci s Ministerstvem vnitra ČR (Memento des Originals vom 6. März 2016 im Internet Archive)  Info: Der Archivlink wurde automatisch eingesetzt und noch nicht geprüft. Bitte prüfe Original- und Archivlink gemäß Anleitung und entferne dann diesen Hinweis.. 1. Januar 2013, S. 442, abgerufen am 16. März 2024 (cz).